# WTA Tour Championships 2012 – ženská čtyřhra
Soutěže ženské čtyřhry na Turnaji mistryň 2012 v Istanbulu se účastnily čtyři nejlepší páry tenistek v deblové klasifikaci žebříčku WTA Race dvojic. Obhájcem titulu byla třetí nasazená dvojice Američanek Liezel Huberová a Lisa Raymondová, která v semifinále podlehla páru Hlaváčková a Hradecká. Los semifinále proběhl ve čtvrtek 25. října 2012.
První společný titul z Turnaje mistryň získala čtvrtá nasazená dvojice Rusek Maria Kirilenková a Naděžda Petrovová, která ve finále zdolala české turnajové dvojky Andreu Hlaváčkovou s Lucií Hradeckou po dvousetovém průběhu utkání 6–1 a 6–4. Petrovová již na závěrečné události sezóny triumfovala v roce 2004 společně s Meghann Shaughnessyovou.

## Nasazení párů
1. Sara Erraniová /  Roberta Vinciová (semifinále, 690 bodů, 93 750 USD/pár)
2. Andrea Hlaváčková /  Lucie Hradecká (finále, 1 050 bodů, 187 500 USD/pár)
3. Liezel Huberová /  Lisa Raymondová (semifinále, 690 bodů, 93 750 USD/pár)
4. Maria Kirilenková /  Naděžda Petrovová (vítězky, 1 500 bodů, 375 000 USD/pár)

## Soutěž
| Legenda                                                       |                                                                        |                                                   |
| - Q – kvalifikant - WC – divoká karta - LL – šťastný poražený | - Alt – náhradník - SE – zvláštní výjimka - PR/SR – žebříčková ochrana | - w/o – bez boje - r – skreč - d – diskvalifikace |

### Finálová fáze
|  | Semifinále 27. října 2012 | Semifinále 27. října 2012           | Semifinále 27. října 2012        | Semifinále 27. října 2012 | Semifinále 27. října 2012 |                                 |   | Finále 28. října 2012               | Finále 28. října 2012 | Finále 28. října 2012 | Finále 28. října 2012 | Finále 28. října 2012 |
|  |                           |                                     |                                  |                           |                           |                                 |   |                                     |                       |                       |                       |                       |
|  | 1                         | Sara Erraniová Roberta Vinciová     | 6                                | 3                         | [4]                       |                                 |   |                                     |                       |                       |                       |                       |
|  | 4                         | Maria Kirilenková Naděžda Petrovová | 1                                | 6                         | [10]                      |                                 |   |                                     |                       |                       |                       |                       |
|  | 4                         | Maria Kirilenková Naděžda Petrovová | 1                                | 6                         | [10]                      |                                 | 4 | Maria Kirilenková Naděžda Petrovová | 6                     | 6                     |                       |                       |
|  |                           |                                     |                                  |                           |                           |                                 | 4 | Maria Kirilenková Naděžda Petrovová | 6                     | 6                     |                       |                       |
|  |                           | 2                                   | Andrea Hlaváčková Lucie Hradecká | 1                         | 4                         |                                 |   |                                     |                       |                       |                       |                       |
|  | 3                         | 2                                   | Andrea Hlaváčková Lucie Hradecká | 1                         | 4                         | Liezel Huberová Lisa Raymondová | 6 | 1                                   |                       |                       |                       |                       |
|  | 3                         |                                     |                                  |                           |                           | Liezel Huberová Lisa Raymondová | 6 | 1                                   |                       |                       |                       |                       |
|  | 2                         | Andrea Hlaváčková Lucie Hradecká    | 78                               | 6                         |                           |                                 |   |                                     |                       |                       |                       |                       |